# Radiovært
En radiovært eller radioværtinde er en person, som præsenterer et radioprogram og styrer, hvad der foregår i radioudsendelsen.
Tilsvarende findes delvise synonymer for betegnelsen radiovært, nemlig programvært og studievært, men de dækker også over en Tv-vært, som står for tv-udsendelser.